# Temporada 1974-75 de los New Orleans Jazz
La temporada 1974-75 fue la primera de los New Orleans Jazz en la NBA. La temporada regular acabó con 23 victorias y 59 derrotas, ocupando el noveno y último puesto de la Conferencia Este, no logrando clasificarse para los playoffs.

## Draft de expansión
Como siempre que llegan franquicias nuevas a la NBA, se celebra un draft de expansión en el cual el resto de franquicias desprotejen a algunos de sus jugadores que pueden ser escogidos por el nuevo equipo. Entre los jugadores destacados eligieron a Walt Bellamy, futuro miembro del Basketball Hall of Fame, ya a punto de retirarse, o dos all-star como John Block o Bob Kauffman.

## Elecciones en elDraft
| Ronda | Puesto | Jugador     | Posición  | Nacionalidad   | Universidad       |
| ----- | ------ | ----------- | --------- | -------------- | ----------------- |
| 2     | 28     | Aaron James | Ala-Pívot | Estados Unidos | Grambling State   |
| 9     | 154    | Ken Boyd    | Alero     | Estados Unidos | Boston University |

## Temporada regular
| División Central     | División Central | División Central | División Central | División Central | División Central | División Central | División Central | División Central |
| Equipo               | G                | P                | %                | PD               | Casa             | Fuera            | Div              |                  |
| -------------------- | ---------------- | ---------------- | ---------------- | ---------------- | ---------------- | ---------------- | ---------------- | ---------------- |
| y-Washington Bullets | 60               | 22               | .732             | –                | 36–5             | 24–17            | 22–8             |                  |
| x-Houston Rockets    | 41               | 41               | .500             | 19               | 29–12            | 12–29            | 16–14            |                  |
| Cleveland Cavaliers  | 40               | 42               | .488             | 20               | 29–12            | 11–30            | 17–13            |                  |
| Atlanta Hawks        | 31               | 51               | .378             | 29               | 22–19            | 9–32             | 11–19            |                  |
| New Orleans Jazz     | 23               | 59               | .280             | 37               | 20–21            | 3–38             | 9–21             |                  |

## Estadísticas
| Rk | Jugador        | Edad | P  | PT | MP   | TC  | TCI  | %TC   | TL  | TLI | %TL   | RO  | RD  | RT  | AS  | RB  | TAP | BP | FP  | PTS  |
| -- | -------------- | ---- | -- | -- | ---- | --- | ---- | ----- | --- | --- | ----- | --- | --- | --- | --- | --- | --- | -- | --- | ---- |
| 1  | Pete Maravich  | 27   | 79 |    | 36.1 | 8.3 | 19.8 | .419  | 4.9 | 6.1 | .811  | 1.2 | 4.2 | 5.3 | 6.2 | 1.5 | 0.2 |    | 2.9 | 21.5 |
| 2  | Toby Kimball   | 32   | 3  |    | 30.0 | 2.3 | 7.7  | .304  | 2.0 | 2.3 | .857  | 2.7 | 6.0 | 8.7 | 1.3 | 0.7 | 0.0 |    | 4.0 | 6.7  |
| 3  | E.C. Coleman   | 24   | 77 |    | 28.3 | 3.3 | 7.4  | .445  | 1.5 | 2.2 | .699  | 2.5 | 4.7 | 7.1 | 1.4 | 1.1 | 0.5 |    | 3.6 | 8.1  |
| 4  | Jim Barnett    | 30   | 45 |    | 27.5 | 4.8 | 10.7 | .448  | 3.5 | 4.2 | .830  | 1.0 | 1.8 | 2.8 | 3.0 | 0.8 | 0.4 |    | 2.4 | 13.0 |
| 5  | Ollie Johnson  | 25   | 43 |    | 27.0 | 3.2 | 7.0  | .465  | 1.4 | 1.8 | .805  | 1.4 | 2.7 | 4.1 | 1.9 | 1.0 | 0.5 |    | 2.4 | 7.9  |
| 6  | Louie Nelson   | 23   | 72 |    | 26.4 | 4.3 | 9.4  | .452  | 2.7 | 3.5 | .768  | 1.0 | 1.7 | 2.7 | 2.5 | 0.9 | 0.1 |    | 2.6 | 11.2 |
| 7  | Otto Moore     | 28   | 40 |    | 26.4 | 2.9 | 6.5  | .453  | 1.1 | 1.7 | .672  | 2.3 | 5.9 | 8.2 | 2.1 | 0.5 | 1.0 |    | 3.7 | 7.0  |
| 8  | Nate Williams  | 24   | 35 |    | 23.3 | 6.0 | 11.5 | .517  | 2.4 | 2.9 | .824  | 1.3 | 3.3 | 4.5 | 1.9 | 1.3 | 0.2 |    | 2.8 | 14.3 |
| 9  | Neal Walk      | 26   | 37 |    | 23.0 | 4.1 | 9.7  | .422  | 1.7 | 2.2 | .800  | 2.0 | 5.1 | 7.1 | 2.7 | 0.8 | 0.5 |    | 3.3 | 9.9  |
| 10 | Aaron James    | 22   | 76 |    | 22.8 | 4.9 | 10.2 | .477  | 1.9 | 2.5 | .778  | 1.8 | 3.0 | 4.8 | 0.9 | 0.5 | 0.2 |    | 2.9 | 11.7 |
| 11 | Bud Stallworth | 25   | 73 |    | 22.8 | 4.1 | 9.7  | .420  | 1.7 | 2.5 | .687  | 1.1 | 2.3 | 3.4 | 0.6 | 0.8 | 0.2 |    | 2.8 | 9.9  |
| 12 | Rick Adelman   | 28   | 28 |    | 21.9 | 2.4 | 5.7  | .421  | 1.5 | 2.1 | .695  | 0.5 | 1.5 | 2.0 | 2.5 | 1.7 | 0.2 |    | 2.1 | 6.3  |
| 13 | Rick Roberson  | 27   | 16 |    | 21.2 | 3.0 | 6.8  | .444  | 1.4 | 2.5 | .575  | 2.4 | 4.9 | 7.4 | 1.4 | 0.4 | 0.5 |    | 3.1 | 7.4  |
| 14 | Mel Counts     | 33   | 75 |    | 18.9 | 2.9 | 6.6  | .438  | 1.1 | 1.5 | .761  | 1.4 | 4.5 | 5.9 | 2.4 | 0.7 | 0.6 |    | 2.6 | 6.9  |
| 15 | Lamar Green    | 27   | 15 |    | 18.7 | 1.6 | 4.7  | .343  | 0.6 | 1.3 | .450  | 1.9 | 5.4 | 7.3 | 1.1 | 0.3 | 0.3 |    | 2.5 | 3.8  |
| 16 | Henry Bibby    | 25   | 28 |    | 18.7 | 3.3 | 7.8  | .416  | 2.4 | 3.3 | .731  | 0.6 | 1.1 | 1.8 | 2.7 | 0.9 | 0.0 |    | 2.2 | 8.9  |
| 17 | Stu Lantz      | 28   | 19 |    | 18.6 | 2.1 | 6.1  | .339  | 2.5 | 2.8 | .887  | 0.4 | 0.9 | 1.3 | 1.6 | 0.6 | 0.1 |    | 1.5 | 6.6  |
| 18 | John Block     | 30   | 4  |    | 14.3 | 2.3 | 7.3  | .310  | 2.3 | 2.5 | .900  | 1.5 | 3.0 | 4.5 | 1.8 | 1.0 | 0.3 |    | 2.8 | 6.8  |
| 19 | Walt Bellamy   | 35   | 1  |    | 14.0 | 2.0 | 2.0  | 1.000 | 2.0 | 2.0 | 1.000 | 0.0 | 5.0 | 5.0 | 0.0 | 0.0 | 0.0 |    | 2.0 | 6.0  |
| 20 | Bernie Fryer   | 25   | 31 |    | 13.9 | 1.5 | 3.4  | .443  | 1.1 | 1.4 | .767  | 0.5 | 1.0 | 1.5 | 1.7 | 0.7 | 0.0 |    | 1.7 | 4.1  |
| 21 | Russ Lee       | 25   | 15 |    | 9.3  | 1.9 | 5.1  | .382  | 0.5 | 0.9 | .500  | 1.0 | 1.1 | 2.1 | 0.5 | 0.7 | 0.2 |    | 1.1 | 4.3  |
| 22 | Ken Boyd       | 22   | 6  |    | 4.2  | 1.2 | 2.2  | .538  | 0.8 | 1.8 | .455  | 0.5 | 0.3 | 0.8 | 0.3 | 0.5 | 0.0 |    | 0.3 | 3.2  |